# Li Duihong
Li Duihong (李对红S; Daqing, 25 gennaio 1970) è una tiratrice a segno cinese.

## Biografia
Li inizia a gareggiare all'età di 12 anni. Venne scelta prima dalla scuola militare regionale del Heilongjiang e poi dall'esercito cinese nel 1984, per giungere infine nella squadra nazionale nel 1987. Li è vincitrice di una medaglia d'oro ai Giochi olimpici di Atlanta 1996 e di un argento a Barcellona 1992 e di quattro medaglie d'oro con la nazionale cinese.

## Record
- Pistola 25 metri, Squadre (Chen, Li, Tao): 1.768 punti ( Pusan, 4 ottobre 2002) -

## Palmarès
| Anno | Manifestazione               | Sede       | Evento               | Risultato | Prestazione | Note |
| ---- | ---------------------------- | ---------- | -------------------- | --------- | ----------- | ---- |
| 1987 | Campionati asiatici juniores | Pechino    | Pistola AC           | Bronzo    | 376         |      |
| 1990 | Mondiali                     | Mosca      | Pistola 25m          | Bronzo    | 684         |      |
| 1990 | Giochi asiatici              | Pechino    | Pistola 25m          | Oro       | 688         |      |
| 1990 | Giochi asiatici              | Pechino    | Pistola AC           | Argento   | 479,5       |      |
| 1991 | Campionati asiatici          | Pechino    | Pistola AC           | Oro       | 482,7       |      |
| 1992 | Giochi olimpici              | Barcellona | Pistola 25m          | Argento   | 680         |      |
| 1994 | Mondiali                     | Milano     | Pistola 25m          | Bronzo    | 679,2       |      |
| 1994 | Mondiali                     | Milano     | Pistola 25m, squadre | Oro       | 1.734       |      |
| 1994 | Mondiali                     | Milano     | Pistola AC, squadre  | Oro       | 1.144       |      |
| 1994 | Giochi asiatici              | Hiroshima  | Pistola 25m          | Bronzo    | 683,6       |      |
| 1996 | Giochi olimpici              | Atlanta    | Pistola 25m          | Oro       | 687,9       |      |
| 2002 | Mondiali                     | Lahti      | Pistola 25m, squadre | Oro       | 1.746       |      |
| 2006 | Mondiali                     | Zagabria   | Pistola 25m, squadre | Oro       | 1.740       |      |

## Coppe e meeting internazionali
1993
- Bronzo in Coppa del Mondo ( Monaco di Baviera), pistola 25m - 682,7